# Valhoed

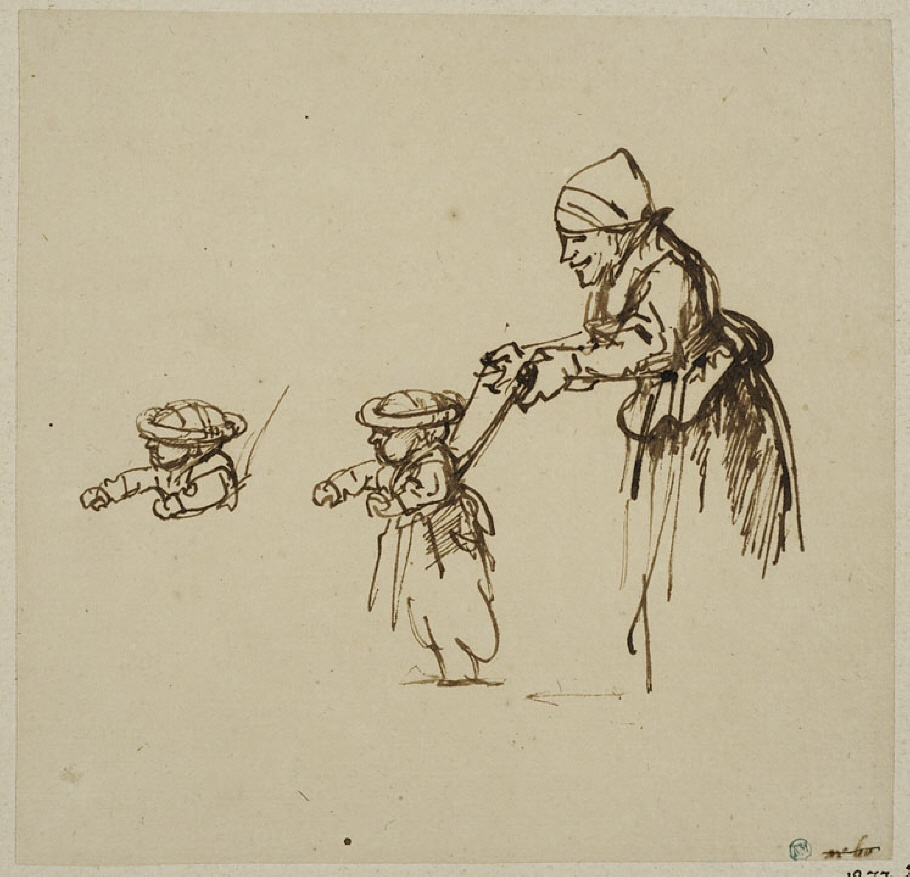
Tekening van Rembrandt van een vrouw die een kind leert lopen met valhoed en loop-touwen, 1646

Een valhoed is een beschermend hoofddeksel voor peuters, dat vroeger werd gebruikt. Het wordt gevormd door een dikke, zachte rol die rondom het hoofd wordt vastgehouden met bandjes. De valhoed verzacht een val bij het leren lopen en klauteren.

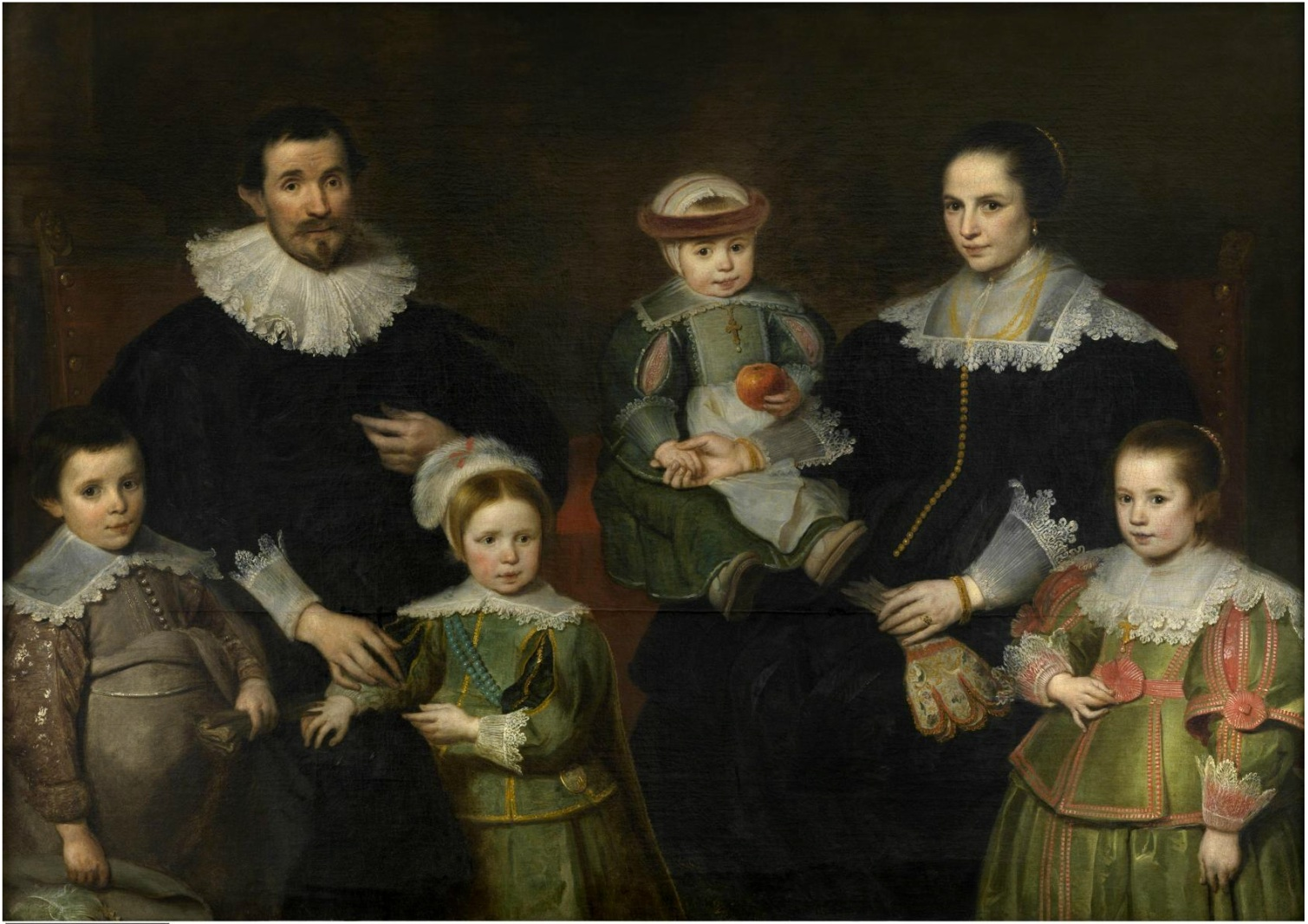
Zelfportret met familie, van Cornelis de Vos, ca. 1630
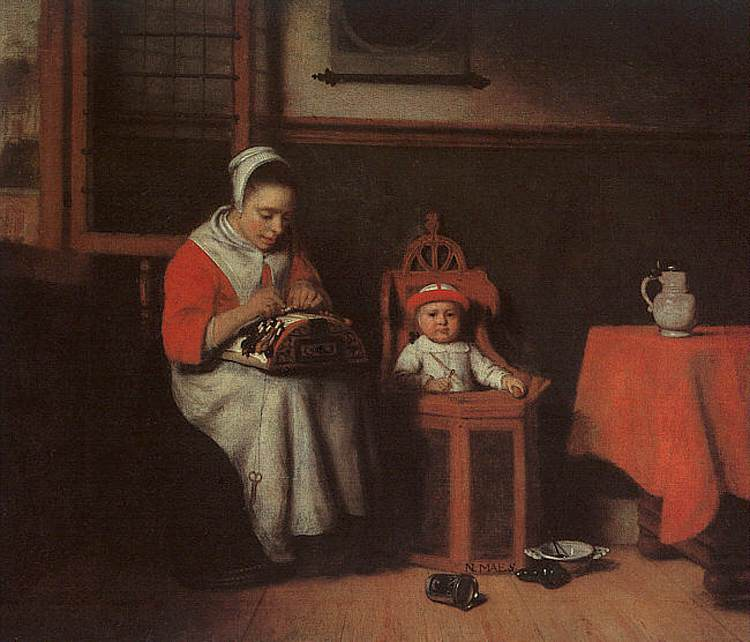
Kantklosser en kind met valhoed, van Nicolaes Maes, 1656